# Manuel Ribeiro da Mota
Miguel Ribeiro da Mota, primeiro e único barão e visconde de São Sebastião (Campos dos Goytacazes, 1814 — Campos dos Goytacazes, 8 de outubro de 1890), foi um fazendeiro brasileiro.
Filho de Miguel Ribeiro da Mota e Rita Maria de Azevedo, faleceu solteiro, mas deixou geração com Maria Madalena Nascimento e com Inácia Ferreira do Rosário.
Além de senhor de engenho, foi coronel da Guarda Nacional e presidiu o Banco de Campos, em 1885.
Foi agraciado barão em 24 de março de 1881 e visconde em 14 de abril de 1883, foi também condecorado com a Imperial Ordem da Rosa.
Max de Vasconcelos era seu neto, filho de Ernestina Ribeiro de Azevedo, e destacou-se como poeta e jornalista.